# Xander Berkeley
Xander Berkeley, all'anagrafe Alexander Harper Berkeley (New York, 16 dicembre 1955) è un attore e doppiatore statunitense.
Attore prolifico sia sul grande schermo che in televisione, è principalmente ricordato per il ruolo di George Mason nella serie 24, di John il Rosso in The Mentalist, per aver recitato nei panni dell'uomo misterioso in The Booth at the End e per il ruolo di Percy nella serie Nikita.

## Biografia
Xander Berkeley è nato a Brooklyn, borough di New York, ma ha passato gran parte della sua vita in New Jersey. Ha frequentato l'Hampshire College e lavorò nei teatri di molte scuole, tra cui lo Smith College, il Mount Holyoke College, l'Amherst College e l'Università del Massachusetts - Amherst. Finiti gli studi iniziò a recitare nei teatri regionali e Off-Broadway di New York. Proprio durante una delle sue interpretazioni teatrali, più precisamente mentre recitava in Early Dark scritta da Reynolds Price, fu notato da un agente che lo convinse ad avvicinarsi al mondo della televisione e del cinema.
Nel 2002 ha sposato l'attrice Sarah Clarke da cui ha avuto due figlie: Olwyn (2006) e Rowan (2010).

## Carriera
Durante la sua carriera Berkeley è apparso in più di duecento produzioni tra film e serie televisive. La sua prima esperienza recitativa in ambito cinematografico la ebbe nel 1981, recitando nel ruolo di Christopher Crawford nel film Mammina cara diretto da Frank Perry. Sempre nello stesso anno recitò inoltre per la prima volta in una serie televisiva, apparendo nel ruolo di un Marine in un episodio di M*A*S*H. Da quel momento in poi iniziò ad apparire in numerose produzioni sia cinematografiche che televisive.
Per quanto riguarda le sue apparizioni televisive lo si può vedere, spesso come guest star, in serie televisive degli anni ottanta e novanta tra cui bisogna ricordare L'incredibile Hulk, New York New York, A-Team, Visitors, Ai confini della realtà, Moonlighting, Miami Vice, X-Files, Le avventure di Brisco County Jr., New York Undercover, Oltre i limiti e E.R. - Medici in prima linea. Nel 2001 ottenne uno dei ruoli per cui è maggiormente conosciuto dal grande pubblico, ossia quello di George Mason, il capo dell'Unità di lotta al terrorismo, nella serie televisiva 24. Il suo personaggio, inizialmente considerato malvagio da altri personaggi della serie, si rivelerà in realtà essere una brava persona e venne anche inserito tra i personaggi principali della seconda stagione. Altra interpretazione degna di nota in una serie televisiva la si vede in CSI - Scena del crimine, dove tra il 2003 ed il 2004 ha interpretato lo sceriffo Rory Atwater in cinque episodi della serie. Dal 2008 al 2013 ha interpretato il ruolo di John il Rosso nella serie The Mentalist. Nel 2010 è entrato a far parte del cast principale della serie televisiva Nikita, remake dell'omonima serie televisiva del 1997. Nel 2016 entra invece nel cast della sesta stagione di The Walking Dead.
In ambito cinematografico lo si può vedere in numerosi film tra cui Sid & Nancy (1986), Diritti all'inferno (1987), Walker - Una storia vera (1987), Affari sporchi (1990), L'albero del male (1990), Rischiose abitudini (1990), Terminator 2 - Il giorno del giudizio (1991), Billy Bathgate - A scuola di gangster (1991), Candyman - Terrore dietro lo specchio (1992), Apollo 13 (1995), Gattaca - La porta dell'universo (1997), Pallottole cinesi (2000), Caccia spietata (2006), Il caso Thomas Crawford (2007), Io vi troverò (2008), Kick-Ass (2010) e Solo per vendetta (2011).
Oltre alla carriera d'attore Berkeley ha spesso prestato la sua voce nel doppiaggio di serie animate. Si può sentire la sua voce in alcuni episodi di Aaahh!!! Real Monsters, Gargoyles - Il risveglio degli eroi, Johnny Bravo, Extreme Ghostbusters, La famiglia della giungla, Batman of the Future, Teen Titans e in The Spectacular Spider-Man in cui doppia Mysterio.

## Filmografia parziale

### Attore

#### Cinema
- Mammina cara (Mommie Dearest), regia di Frank Perry (1981)
- Un ponte di guai (Volunteers), regia di Nicholas Meyer (1985)
- Sid & Nancy, regia di Alex Cox (1986)
- Diritti all'inferno (Straight to Hell), regia di Alex Cox (1987)
- Walker - Una storia vera (Walker), regia di Alex Cox (1987)
- La morte viene in sogno (Deadly Dreams), regia di Kristine Peterson (1988)
- I favolosi Baker (The Fabulous Baker Boys), regia di Steve Kloves (1989)
- Affari sporchi (Internal Affairs), regia di Mike Figgis (1990)
- Punto d'impatto (The Last of the Finest), regia di John Mackenzie (1990)
- L'albero del male (The Guardian), regia di William Friedkin (1990)
- Rischiose abitudini (The Grifters), regia di Stephen Frears (1990)
- La recluta (The Rookie), regia di Clint Eastwood (1990)
- Terminator 2 - Il giorno del giudizio (Terminator 2: Judgment Day), regia di James Cameron (1991)
- Billy Bathgate - A scuola di gangster (Billy Bathgate), regia di Robert Benton (1991)
- La pistola nella borsetta (The Gun in Betty Lou's Handbag), regia di Allan Moyle (1992)
- Candyman - Terrore dietro lo specchio (Candyman), regia di Bernard Rose (1992)
- Codice d'onore (A Few Good Men), regia di Rob Reiner (1992)
- Safe, regia di Todd Haynes (1995)
- Apollo 13, regia di Ron Howard (1995)
- Via da Las Vegas (Leaving Las Vegas), regia di Mike Figgis (1995)
- Heat - La sfida (Heat), regia di Michael Mann (1995)
- La mia peggiore amica 2 (Poison Ivy II), regia di Anne Goursaud (1996)
- Barb Wire, regia di David Hogan (1996)
- The Rock, regia di Michael Bay (1996) – non accreditato
- Bulletproof, regia di Ernest Dickerson (1996)
- Gattaca - La porta dell'universo (Gattaca), regia di Andrew Niccol (1997)
- Amistad, regia di Steven Spielberg (1997)
- Air Force One, regia di Wolfgang Petersen (1997)
- Universal Soldier: The Return, regia di Mic Rodgers (1999)
- Pallottole cinesi (Shanghai Noon), regia di Tom Dey (2000)
- L'ultimo gigolò (The Man from Elysian Fields), regia di George Hickenlooper (2001)
- Quicksand - Accusato di omicidio (Quicksand), regia di John Mackenzie (2003)
- Below the Belt, regia di Robert M. Young (2004)
- U-429 - Senza via di fuga (In Enemy Hands), regia di Tony Giglio (2004)
- Standing Still, regia di Matthew Cole Weiss (2005)
- North Country - Storia di Josey (North Country), regia di Niki Caro (2005)
- Dead Sexy - Bella da morire (Drop Dead Sexy), regia di Michael Philip (2005)
- Deepwater, regia di David S. Marfield (2005)
- Caccia spietata (Seraphim Falls), regia di David Von Ancken (2006)
- Il caso Thomas Crawford (Fracture), regia di Gregory Hoblit (2007)
- Io vi troverò (Taken), regia di Pierre Morel (2008)
- Anno uno (Year One), regia di Harold Ramis (2009)
- Kick-Ass, regia di Matthew Vaughn (2010)
- Faster, regia di George Tillman Jr. (2010)
- Solo per vendetta (Seeking Justice), regia di Roger Donaldson (2011)
- Transcendence, regia di Wally Pfister (2014)
- Premonitions (Solace), regia di Afonso Poyart (2015)
- The Divergent Series: Allegiant, regia di Robert Schwentke (2016)
- Shot, regia di Jeremy Kagan (2017)
- Proud Mary, regia di Babak Najafi (2018)
- The Maestro, regia di Adam Cushman (2018)
- City of Lies - L'ora della verità (City of Lies), regia di Brad Furman (2018)
- The Wall of Mexico, regia di Zachary Cotler e Magdalena Zyzak (2019)
- Dark Harbor, regia di Joe Raffa (2019)
- The Dark and the Wicked, regia di Bryan Bertino (2020)
- Butcher's Crossing, regia di Gabe Polsky (2022)
- Lockdown, regia di Bizhan M. Tong (2022)

#### Televisione
- M*A*S*H – serie TV, episodio 10x04 (1981)
- L'incredibile Hulk  (The Incredible Hulk) – serie TV, episodio 5x07 (1982)
- New York New York (Cagney & Lacey) – serie TV, episodio 2x20 (1983)
- A-Team (The A-Team) – serie TV, episodi 1x12 e 3x09 (1983-1984)
- Visitors (V) – serie TV, episodio 1x03 (1984)
- Ai confini della realtà (The Twilight Zone) – serie TV, episodio 1x22 (1986)
- Moonlighting – serie TV, episodio 3x03 (1986)
- Miami Vice – serie TV, episodi 4x08-5x16 (1987-1989)
- Sei solo, agente Vincent (L.A. Takedown), regia di Michael Mann – film TV (1989)
- Le inchieste di Padre Dowling (Father Dowling Mysteries) – serie TV, episodio 2x02 (1990)
- X-Files (The X-Files) – serie TV, episodio 1x08 (1993)
- Le avventure di Brisco County Jr. (The Adventures of Brisco County, Jr.) – serie TV, episodio 1x06 (1993)
- New York Undercover – serie TV, episodio 1x12 (1994)
- Oltre i limiti (The Outer Limits) – serie TV, episodio 2x19 (1996)
- Tre vite allo specchio (If These Walls Could Talk), regia di Cher e Nancy Savoca – film TV (1996)
- E.R. - Medici in prima linea (ER) – serie TV, episodio 5x09  (1998)
- 24 – serie TV, 27 episodi (2001-2003)
- CSI - Scena del crimine (CSI: Crime Scene Investigation) – serie TV, 5 episodi (2003-2004)
- The Twilight Zone – serie TV, episodio 1x37 (2003)
- Law & Order - I due volti della giustizia (Law & Order) – serie TV, episodio 15x14 (2005)
- Magma - Disastro infernale (Magma: Volcanic Disaster), regia di Ian Gilmore – film TV (2006)
- West Wing - Tutti gli uomini del Presidente (The West Wing) – serie TV, episodio 7x21 (2006)
- Law & Order: Criminal Intent – serie TV, episodio 6x13 (2007)
- Standoff – serie TV, episodio 1x12 (2007)
- Bones – serie TV, episodio 3x06 (2007)
- Boston Legal – serie TV, episodio 4x11 (2008)
- Criminal Minds – serie TV, episodio 4x07 (2008)
- The Mentalist – serie TV, 5 episodi (2008-2013)
- Medium – serie TV, episodio 5x03 (2009)
- The Closer – serie TV, episodio 5x12 (2009)
- Three Rivers – serie TV, episodio 1x13 (2010)
- The Booth at the End – serie TV, 10 episodi (2010-2012)
- Nikita – serie TV, 42 episodi (2010-2012)
- Being Human – serie TV, 8 episodi (2013)
- Longmire – serie TV, episodi 2x03-4x08 (2013-2015)
- NTSF:SD:SUV:: – serie TV, episodio 3x06 (2013)
- Justified – serie TV, episodi 5x01-5x02 (2014)
- Salem – serie TV, 14 episodi (2014-2015)
- L'esercito delle 12 scimmie (12 Monkeys) – serie TV, episodi 1x08-1x09-2x08 (2015-2016)
- Aquarius – serie TV, episodi 1x13-2x04-2x06 (2015-2016)
- Zoo – serie TV, 4 episodi (2015)
- The Walking Dead – serie TV, 15 episodi (2016-2018)
- Supergirl – serie TV, episodio 4x03 (2018)
- MacGyver – serie TV, episodio 4x02 (2020)
- Bull – serie TV, episodio 4x19 (2020)
- FBI: Most Wanted – serie TV, episodio 2x03 (2020)
- The Republic of Sarah – serie TV, 7 episodi (2021)
- Truth Be Told – serie TV, 7 episodi (2023)
- The Mandalorian – serie TV, episodio 3x07 (2023)

### Doppiatore
- Aaahh!!! Real Monsters – serie animata, 12 episodi (1995-1997)
- Gargoyles - Il risveglio degli eroi (Gargoyles) – serie animata, episodi 2x03-2x49 (1995-1996)
- Johnny Bravo – serie animata, episodio 1x09 (1997)
- Extreme Ghostbusters – serie animata, episodi 1x09-1x25 (1997)
- La famiglia della giungla (The Wild Thornberrys) – serie animata, episodi 1x20-2x15 (1999)
- Batman of the Future (Batman Beyond) – serie animata, episodi 3x11-3x12 (2001)
- Teen Titans – serie animata, episodi 2x01-5x01-5x02 (2004-2005)
- The Spectacular Spider-Man – serie animata, 4 episodi (2008-2009)

## Doppiatori italiani
Nelle versioni in italiano delle opere in cui ha recitato, Xander Berkeley è stato doppiato da:
- Ambrogio Colombo in Terminator 2 - Il giorno del giudizio, Caccia spietata, The Mentalist, Intrighi di potere
- Luca Biagini in  Candyman - Terrore dietro lo specchio, Solo per vendetta, Proud Mary
- Stefano De Sando in Safe, Nikita, City of Lies - L'ora della verità
- Gianni Giuliano in Premonitions, Supergirl, The Divergent Series: Allegiant
- Sergio Di Stefano in Barb Wire, Air Force One
- Fabrizio Pucci ne  I favolosi Baker, The Walking Dead
- Sergio Di Giulio in X-Files, North Country - Storia di Josey
- Franco Zucca in E.R. - Medici in prima linea, Bull
- Paolo Marchese in Criminal Minds, The Closer
- Angelo Nicotra in Io vi troverò, Zoo
- Fabrizio Temperini in Transcendence, The Mandalorian
- Luigi La Monica in Aquarius (ep. 1x13), Butcher's Crossing
- Roberto Chevalier in Mammina cara
- Francesco Pannofino in Un ponte di guai
- Paolo Poiret in Sid & Nancy
- Mario Cordova ne L'albero del male
- Stefano Mondini in Billy Bathgate - A scuola di gangster
- Angelo Maggi ne La pistola nella borsetta
- Manlio De Angelis in Apollo 13
- Michele Gammino in La mia peggiore amica 2
- Maurizio Reti in Bulletproof
- Nino Prester in Gattaca - La porta dell'universo
- Giorgio Lopez in Universal Soldier: The Return
- Massimo Corvo in Pallottole cinesi
- Alessandro Rossi in CSI - Scena del crimine
- Saverio Indrio in 24
- Domenico Brioschi in Law & Order: Criminal Intent
- Oliviero Dinelli in Deepwater
- Gabriele Martini ne Il caso Thomas Crawford
- Massimo Rinaldi in Boston Legal
- Luciano De Ambrosis in Anno uno
- Luciano Roffi in Faster
- Giorgio Locuratolo in The Booth at the End
- Antonio Palumbo in Justified
- Mauro Gravina in Salem
- Ennio Coltorti in Aquarius (ep. 2x04-05)
- Fabrizio Russotto in MacGyver
- Gerolamo Alchieri in FBI: Most Wanted
- Giorgio Melazzi in Reagan - Un presidente sotto i riflettori
- Massimiliano Lotti in Sid & Nancy (ridoppiaggio)